# Bank of Taiwan
La Bank of Taiwan è stata la banca centrale di Taiwan. La valuta che stampava era il vecchio dollaro taiwanese.